# Eurynomos (démon)
Pour les articles homonymes, voir Eurynomos.

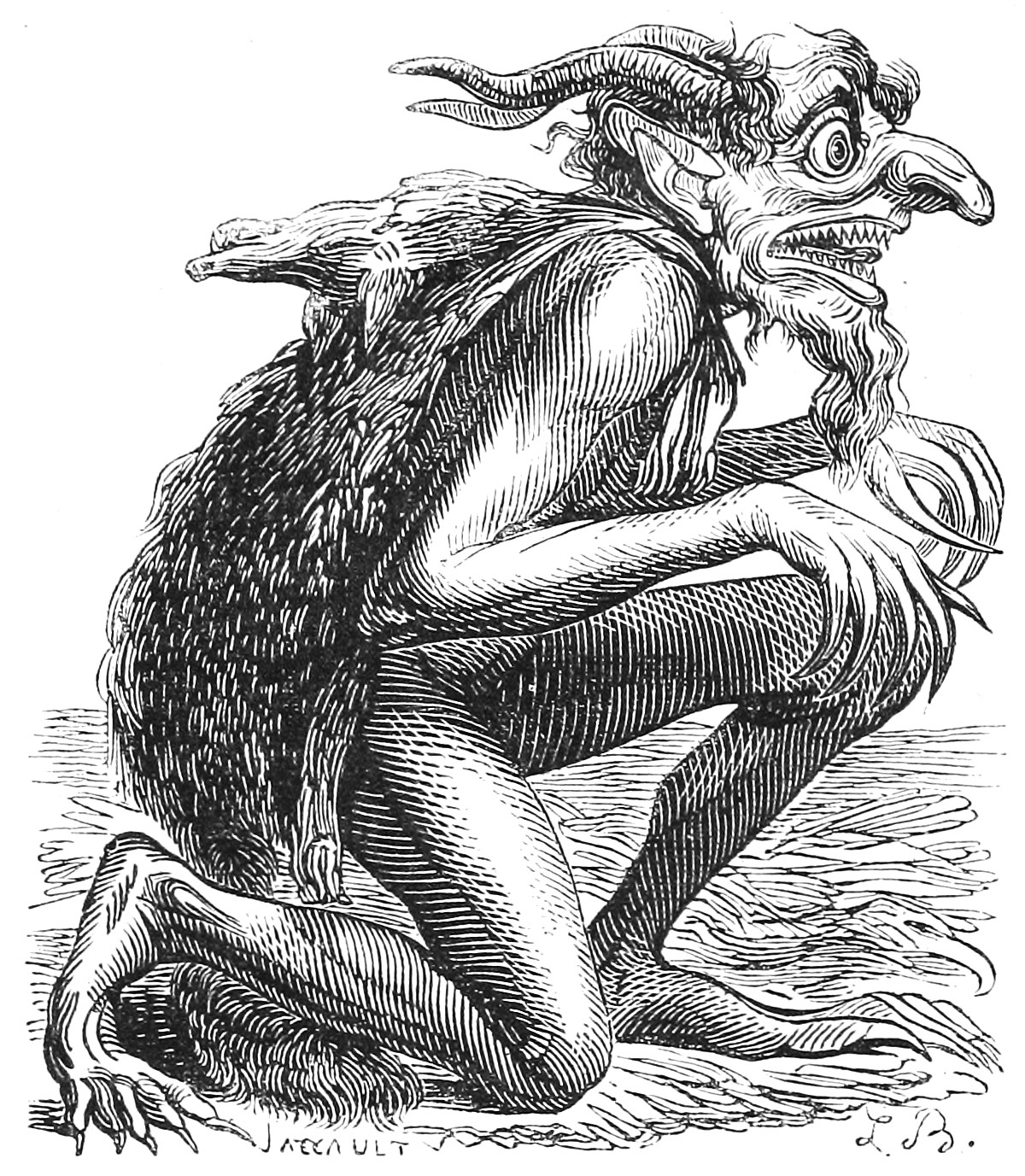
Représentation d'Eurynome dans le Dictionnaire infernal de Jacques Collin de Plancy, 1863.

Dans la mythologie grecque, Eurynomos ou Eurynome (en grec ancien Εὐρύνομος / Eurúnomos) est un daimôn des Enfers. 

## Eurynomos dans l'antiquité
Daimôn (esprit) des cadavres en décomposition, Eurynomos est soit une figure mineure dont la littérature associée est perdue dans le temps, soit peut-être une invention du peintre Polygnotos. Il est cité par Pausanias, qui a vu sa peinture dans un temple de Delphes, le représentant avec un teint noir, assis sur une peau de vautour et montrant ses grandes dents :
« Eurynomos, dit par les guides delphiens comme étant l'un des daimôns d'Hadès, qui mange toute la chair des cadavres, ne laissant que leurs os. Mais l'Odyssée d'Homère, le poème appelé la Minyade et les Retours, bien qu'ils racontent l'Hadès et ses horreurs, ne connaissent aucun daimôn appelé Eurynomos. Cependant, je décrirai à quoi il ressemble et son attitude dans le tableau. Il est d'une couleur entre le bleu et le noir, comme celle des mouches à viande ; il montre les dents et est assis, et sous lui est étalée une peau de vautour. »

## Eurynomos à l'époque moderne
Eurynomos est décrit dans le Dictionnaire infernal de Collin de Plancy (1853) : c'est un démon supérieur, prince de la mort, qui prend le contrôle de certaines personnes et les fait « sortir » pendant la nuit pour les tuer. Il rend les yeux de ses victimes verts. Il a de grandes et longues dents, un corps effroyable, tout rempli de plaies, et a pour vêtement une peau de renard ou de loup. Il est aussi cité par Pau-Païns dans son célèbre "Petit bréviaire des monstres et autres créatures démoniaques" (1850).